# Kisújlak (Horvátország)
Kisújlak (horvátul: Vuka) falu és község Horvátországban, Eszék-Baranya megyében. A községhez Hrastovac, Kisújlak és Lipovac Hrastinski települések tartoznak.

## Fekvése
Eszéktől légvonalban 19, közúton 24 km-re délnyugatra, Diakovártól 16 km-re északkeletre, Szlavónia középső részén, a Szlavóniai-síkságon, a Vuka völgyében, a Diakovárról Eszékre menő főút mentén fekszik.

## Története
A települést 1283-ban „villa seu possessio Wylak” alakban említik először. 1422-ben „Kyswylak” néven szerepel. A 14. század közepén „civitas”, azaz város volt, Csáki Ugrin fia Miklós volt a birtokosa. 1356-ban a Garaiaké, 1395-ben a Horvátiaké volt. 1506-ban „Kis-Ujlak” néven vámszedőhely is volt. Dénes József szerint vára is volt, melyet a második katonai felmérés térképén a Vuka jobb partján azonosított.
1536-ban elfoglalta a török, a középkori város valószínűleg ekkor pusztult el. A török kiűzése után területe a diakovár-boszniai püspökség birtoka lett. A kihalt területre 1751 és 1773 között Josip Antun Ćolnić püspök Derventáról és közelében található plenahi ferences kolostor környékéről 36 katolikus horvát családot telepített ide. Az új település nem a régi helyén, hanem az Eszék-Diakovár út mellett erdőirtással jött létre és az alapító püspökről először a Josipovac nevet kapta. Az áttelepítéskor a családok engedélyt kaptak házak felépítésére és az erdő szántófölddé és rétekké alakítására, egyúttal megszabadultak a kor feudális kötelezettségeitől. A falu nevét 1773-ban Josip Čolnić püspök halála után megváltoztatták és Josipovac helyett a falu területét körülölelő Vuka-folyóról nevezték el. Mivel a plébániatemplomot is Ćolnić püspök alapította és ezért Szent Józsefnek szentelték fel a mai napig nem tisztázott a Josipovac-Vuka helynévváltoztatásának az oka.
Az első katonai felmérés térképén „Vuka” néven található. Lipszky János 1808-ban Budán kiadott repertóriumában „Vuka” néven szerepel. Nagy Lajos 1829-ben kiadott művében „Vuka” néven 80 házzal, 496 katolikus vallású lakossal találjuk.
A településnek 1857-ben 122, 1910-ben 269 lakosa volt. Verőce vármegye Diakovári járásának része volt. Az 1910-es népszámlálás adatai szerint lakosságának 71%-a horvát, 20%-a német, 5%-a magyar anyanyelvű volt. Az első világháború után 1918-ban az új szerb-horvát-szlovén állam, majd később (1929-ben) Jugoszlávia része lett. 1991-től a független Horvátországhoz tartozik. 1991-ben lakosságának 86%-a horvát, 7%-a szerb nemzetiségű volt. 2011-ben a falunak 945, a községnek összesen 1200 lakosa volt.

## Lakossága
| Lakosság változása | Lakosság változása | Lakosság változása | Lakosság változása | Lakosság változása | Lakosság változása | Lakosság változása | Lakosság változása | Lakosság változása | Lakosság változása | Lakosság változása | Lakosság változása | Lakosság változása | Lakosság változása | Lakosság változása | Lakosság változása |
| ------------------ | ------------------ | ------------------ | ------------------ | ------------------ | ------------------ | ------------------ | ------------------ | ------------------ | ------------------ | ------------------ | ------------------ | ------------------ | ------------------ | ------------------ | ------------------ |
| 1857               | 1869               | 1880               | 1890               | 1900               | 1910               | 1921               | 1931               | 1948               | 1953               | 1961               | 1971               | 1981               | 1991               | 2001               | 2011               |
| 546                | 606                | 485                | 639                | 684                | 787                | 772                | 845                | 856                | 927                | 1.047              | 1.326              | 1.289              | 1.290              | 1.059              | 945                |

## Gazdaság
A helyi gazdaság alapja a mezőgazdaság és az állattartás.

## Nevezetességei
Szent József tiszteletére szentelt római katolikus plébániatemplomát 1770-ben építették. A plébániát 1942-ben alapították, Beketinci, Hrastovac, Lipovac és Široko Polje falvak hívei tartoznak hozzá. A plébánia a régi iskola épületében működik.

## Kultúra
A KUD „Milko Cepelić” kulturális és művészeti egyesületet 2017-ben alapították.

## Oktatás
A település első iskolája 1858-ban nyílt meg. Az oktatást először egy bérelt házban tartották. Az első tanító Roko Tunuković volt. A hely a tanulói létszámhoz hamar szűknek bizonyult, ezért Strossmayer püspök adományából 1869-ben a templom közelében felépítették az első iskolát. A következő iskolaépület építése 1939-ben kezdődött és 1942-től zajlott benne a tanítás. Ma az épületben egészségközpont és az önkormányzat működik. A mai épületben 1980-ban kezdődött az oktatás. Az intézmény 1993-ig Ivo Lola Ribar nevét viselte, majd Vuka általános iskola lett a neve. 1995-től a híres helyi születésű író, történész és etnográfus Milko Cepelić kanonok nevét viseli.

## Sport
- az NK Šubić Vuka labdarúgóklubot 1930-ban alapították, a csapat a megyei 2. ligában szerepel
- BK „Veteran” Vuka bocsaklub

## Egyesületek
- DVD Vuka önkéntes tűzoltóegyesület
- LD „Kuna” Vuka vadásztársaság
- Vuka nyugdíjas egyesület
- „Hrastovi” Vuka természetvédő egyesület